# House on Telegraph Hill
House on Telegraph Hill (Brasil: Terrível Suspeita / Portugal: A Casa da Colina) é um filme norte-americano de 1951, do gênero filme noir, dirigido por Robert Wise e estrelado por Richard Basehart e Valentina Cortese.

## Sinopse
Victoria Kowelska, polonesa em campo de concentração nazista, assume a identidade de outra jovem morta. Com o fim da guerra, muda-se para San Francisco, onde descobre que a moça tem um filho que é herdeiro de uma fortuna. Ela se casa com Alan Spender, tutor do menino, mas pouco depois começa a temer que o marido queira matá-la e ao garoto. Marc Bennett, advogado com quem trava amizade, dá razão a ela e os dois trabalham para frustrar os planos de Alan.

## Premiações
| Patrocinador                                  | Prêmio | Categoria                               | Situação |
| --------------------------------------------- | ------ | --------------------------------------- | -------- |
| Academia de Artes e Ciências Cinematográficas | Oscar  | Melhor Direção de Arte (preto e branco) | Indicado |

## Elenco
| Ator/Atriz          | Personagem         |
| ------------------- | ------------------ |
| Richard Basehart    | Alan Spender       |
| Valentina Cortese   | Victoria Kowelska  |
| William Lundigan    | Major Marc Bennett |
| Fay Baker           | Margaret           |
| Gordon Gebert       | Christopher        |
| Steven Geray        | Doutor Burkhardt   |
| Herbert Butterfield | Joseph C. Callahan |